# Nemotelus ventralis
Nemotelus ventralis är en tvåvingeart som beskrevs av Johann Wilhelm Meigen 1830. Nemotelus ventralis ingår i släktet Nemotelus och familjen vapenflugor.
Artens utbredningsområde är Marocko. Inga underarter finns listade i Catalogue of Life.